# Fyodor Pavlov-Andreevich
Fyodor Pavlov-Andreevich (14 de abril de 1976) é artista visual, curador e diretor de teatro russo-brasileiro.

## Biografia
Pavlov-Andreevich nasceu em Moscou, filho de Boris Pavlov, historiador de cinema, e Ludmilla Petrushevskaya, escritora. É bisneto do linguista Nikolay Yakovlev, e tataraneto do revolucionário Ilya Weger.
Formou-se em literatura europeia no departamento de jornalismo da Universidade Estadual de Moscou em 1999. 
Pavlov-Andreevich ficou famoso na Rússia nos anos noventa como jornalista de mídia impressa e apresentador televisivo. No fim dos anos noventa começou a trabalhar com a produção de projetos de cultura contemporânea. 
Desde 2000 trabalha como diretor de teatro, performer e diretor da Solyanka State Gallery em Moscou. Vive entre Moscou, São Paulo e Londres. 

## Carreira
Em 2002 Pavlov-Andreevich inaugurou sua carreira teatral com BiFem baseado na peça de Ludmilla Petrushevskaya. Em 2003 a peça recebeu o prêmio Nova palavra (Novoe slovo) no Festival Novo Drama (Novaya drama). Dentre suas outras produções teatrais estão: As Velhas, uma ópera experimental de 30 minutos baseada história de Daniil Kharms, nomeada em duas categorias ao Golden Mask Awards (premiação russa) em 2010; e Andante, uma produção de dança dramática baseada em outra peça de Petrushevskaya, que estreou no Meyerhold Centre em 2016.
Desde o fim dos anos 2000, Pavlov-Andreevich trabalha no campo das artes contemporâneas. Colaborou com Marina Abramovich, com Hans-Ulrich Obrist, diretor da Serpentine Gallery, e com Klaus Biesenbach, diretor do MoMA PS1. As apresentações solo de Pavlov-Andreevich foram exibidas na Garage Museum of Contemporary Art (Moscou), na Künstlerhaus (Viena), Faena Arts Center (Buenos Aires), no CCBB (Brasília), Deitch Projects (Nova York), ICA (Londres), MAC USP e SESC (ambos em São Paulo), dentre outros.
Pavlov-Andreevich recebeu reconhecimento internacional graças a uma de suas performances de guerrilha intitulada O Abandonado, na qual, Pavlov-Andreevich era literalmente jogado em uma série de eventos sociais nu e encerrado em um caixote de vidro, sem a permissão dos organizadores. Dentre os eventos estavam a abertura de gala do Garage Museum of Contemporary Art em Moscou, um jantar na Bienal de Veneza (do patrono francês François Pinault) e o baile de gala do Metropolitan Museum of Art, o Met Gala, em Nova York. Durante sua performance no Met Gala no dia 2 de maio de 2017 ele foi preso por invasão de propriedade privada e por atentado ao pudor e levado à prisão, onde ficou detido por 24 horas.
Sua serie de performances Monumentos Temporários (2014-2017), em conjunto com exibições solo homônimas na Pechersky Gallery em Moscou (2016) e no MAC USP (2017), foram dedicadas ao problema da escravidão contemporânea no Brasil e na Rússia. Em cada uma das 7 performances da série, o artista se coloca em situações às quais os escravos eram (ou são) submetidos. Em uma delas, Pau de arara, ele se submete a uma forma de tortura medieval ainda utilizada pelas forças especiais da polícia; em outra, O Tigre, ele reproduz um ritual brasileiro de punição de escravos, no qual uma pessoa era forçada a atravessar o Rio de Janeiro carregando um cesto de dejetos na cabeça.
A prática artística de Pavlov-Andreevich foca em três assuntos primordiais: a distância entre o espectador e a obra de arte em performance, a temporalidade e vulnerabilidade do corpo humano, e a conexão entre sagrado e obsceno.

## Obras nas coleções
- MAR museu, Rio, Brasil
- MMoMA museu, Moscou, Rússia
- Blavatnik Family Foundation, Nova york,  EUA
- Tsukanov Family Foundation, Londres, Reino Unido
- Instituto Inlusartiz, Rio, Brasil

## Apresentações e Performances Solo Selecionadas
2022 — Antimóveis, com Olga Treivas. 13ª Bienal do Mercosul, Porto Alegre
2019 — Decorative Sacredness, exposição. Gazelli Art House, London
2018 — O Batatodromo, performance, parte da Do Disturb exposição. Palais de Tokyo, Paris
2018 — Temporary Monument №0, performance de longa duração, parte da her shey qayidacaq exposição. Gazelli Art House, Londres
2017 — Fyodor's Performance Carousel-3, instalação site specific em colaboração com 7 artistas performers. Sesc Consolação, São Paulo
2017 — Adventures of the Body, exposição. Baró Galeria, São Paulo
2017 — Temporary Monuments, exposição. MAC-USP, São Paulo
2016 — Temporary Monuments, exposição. Pechersky Gallery, Moscou
2016 — Foundling-4, intervenção de guerrilha. Bienal de São Paulo, São Paulo
2016 — Fyodor's Performance Carousel-2, instalação site specific em colaboração com 8 artistas performers, curadoria Felicitas Thun-Hohenstein. Künstlerhaus, Vienna
2016 — A Portrait with the Artist and Void, performance de longa duração. Museu de arte moderna (MAM-SP), São Paulo
2015 — Pyotr & Fyodor, 24 horas de conversa/performance com o artista Pyotr Bystrov, curadoria Daria Demekhina e Anna Shpilko. Solyanka State Gallery, Moscou
2015 — O Batatodromo, exposição, curadoria Marcello Dantas. Centro Cultural Banco do Brasil, Brasília
2015 — Foundling-3, intervenção de guerrilha. Christie’s Vanity Fair Party, Londres
2015 — Os Caquis (The Persimmons), performance, curadoria Bernardo Mosqueira. EAV Parque Lage, Rio de Janeiro
2015 — Foundling-2, intervenção de guerrilha. Garage Museum of Contemporary Art abertura, Moscou
2015 — Foundling-1, intervenção de guerrilha. Venice Biennale gala dinner, Fondation Pinault, Palazzo Cini, Veneza
2014 — Fyodor’s Performance Carousel-1, instalação site specific em colaboração com 8 artistas performers. Faena Arts Center, Buenos Aires
2013 — Laughterlife, instalação site specific, esculturas, performance, curadoria Marcio Harum, comissionado por Centro Cultural São Paulo. Casa Modernista, São Paulo  
2013 — Walk Away Until I Stay, performance, parte da série The Two Rings. MKAD, Moscou
2013 — Empty Bus, performance, parte da série The Two Rings. Garden Ring, Moscou
2012 — Walk On My Shame, instalação and performance, curadoria Kathy Grayson, em colaboração com Matthew Stone, parte da New-Revisions, Frieze Week. NEO Bankside, Londres
2011 — Photobody, exposição, parte da Non-Stage, Istanbul Biennale. Comissionado por Galerie Non, Istambul
2010 — The Great Vodka River, instalação multimídia e performance, curadoria Katya Krylova. Realizado por Luciana Brito Galeria parte da Art Public, curadoria Patrick Charpenel na Art Basel Miami Beach, Miami
2010 — My Water Is Your Water, instalação multimídia e performance, curadoria Maria Montero. Luciana Brito Galeria (Bienal de São Paulo), São Paulo
2010 — Egobox, performance, co-curadoria Klaus Biesenbach e Roselee Goldberg. Garage Center for Contemporary Culture, Moscou
2010 — Flick Me On My Memory, performance. Galerie Volker Diehl, Berlim
2010 — Whose Smell Is This? instalação site specific e performance. The Armory Show, Volta art fairs, Nova York
2009 — A Portrait with the Artist and Child, performance. Galerie Stanislas Bourgain, Paris
2009 — Hygiene, performance. Deitch Projects, Nova York
2009 — I Eat Me, exposição. Paradise Row Gallery, Londres
2008 — Hunger Meditation, instalação multimídia, vídeo em 3 canais e performance. Galerie Stanislas Bourgain, Paris

## Apresentações em Grupo Selecionadas
2017 — Pieter Bruegel. A Topsy-Turvy World, curadoria Antonio Geuza. Artplay Design Centre, Moscou
2015 — Trajetórias em Processo, curadoria Guilherme Bueno. Galeria Anita Schwartz, Rio de Janeiro
2013 — Artists' Zoo. Solyanka State Gallery, Moscou
2013 — Our Darkness, curadoria Viktor Neumann. Laznia Centre for Contemporary Art, Gdansk, Polônia
2011 — 9 Days, curadoria Olga Topunova. Solyanka State Gallery, Moscou
2009 — Play: A Festival of Fun, curadoria Lauren Prakke e Nick Hackworth. Paradise Row Gallery, Londres
2009 — Marina Abramovic Presents, curadoria Hans Ulrich Obrist e Maria Balshaw. Manchester International Festival, Whitworth Gallery, Manchester
2008 — At Play 1. South Hill Park, Londres
2008 — Laughterlife. Paradise Row Gallery, Londres
2008 — Spazi Aperti. Romanian Academy, Roma

## Projetos Teatrais Selecionados
2019 — Yelena. Praktika Theatre, Moscou
2017 — Yelena. Praktika Theatre, Moscou
2016 — Andante. Meyerhold Centre, Moscou
2015 — Three Tricks of Silence. Meyerhold centre, Moscou
2013-2014 — Tango-Quadrat. Meyerhold Centre, Moscou 
2012 — Bakari. A.R.T.O. Theatre, Moscou
2012 — The Rescue. The Lyric Theatre, Moscou
2010 — Staroukhy. Barents Spektakel Festival, Kirkenes, Noruega; também apresentado na Baibakov Art Projects, Moscou
2008 — Elizaveta Bam. Theatro Technis, Londres
2004 — BiFem. Institute of Contemporary Art, Londres